# Tito Colliander
Tito Fritiof Colliander, född 10 februari 1904 i S:t Petersburg i Ryssland, död 21 maj 1989 i Helsingfors, var en finlandssvensk författare, gift med konstnären Ina Colliander.

## Biografi
Collianders far var överste och han föddes och växte upp i Ryssland. I en ålder av 14 år flyttade han till Finland. Han utbildade sig på Ateneum i Helsingfors 1922–1924. Han studerade teologi och åren 1924–1928 var han teckningslärare i Borgå, innan han 1950 blev lärare i grekisk-ortodox kristendom vid de svenska läroverken i Helsingfors.
Colliander skildrar med inlevelse viljelösa människor, besatta av lidelser och brister och söker lösningen i grekisk-ortodox mysticism. Han räknas till de främsta finlandssvenska författarna under 1930- och 1940-talen.
Hans genombrott kom 1937 i samband med hans övergång till den grekisk-ortodoxa kyrkan. Den roman han då gav ut, Korståget, är en omvändelsehistoria i Dostojevskis anda. Ett huvudtema hos Colliander är konfrontationen mellan religiösa renhetsideal och driftslivets krav.
Collianders noveller är ofta finstämda barn- och naturstudier. Ett urval av noveller kom ut 1956 under titeln Fönster. Hans romaner ger skildringar av en idyllisk barndom, av revolutionens Petrograd, vagabondliv i Frankrike och Algeriet m.m. Han har också givit ut teologiska skrifter, konstnärsmonografier och dikter.
Han tog en prästexamen vid Ortodoxa prästseminariet i Finland 1964, blev teologie hedersdoktor 1968 och hedersledamot av Svenska litteratursällskapet i Finland 1970.
Colliander var morfar till journalisten och programledaren Baba Lybeck.

## Priser och utmärkelser
- 1968 – Pro Finlandia-medaljen[3]
- 1969 – Svenska Akademiens Finlandspris
- 1973 – De Nios Stora Pris
- 1974 – Tollanderska priset

### Uppslagsverk
- Bra Böckers lexikon, 1973.